# Trichosanthes intermedia
Trichosanthes intermedia är en gurkväxtart som beskrevs av W.J.de Wilde och Duyfjes. Trichosanthes intermedia ingår i släktet Trichosanthes och familjen gurkväxter. Inga underarter finns listade i Catalogue of Life.